# コルネリウス・フスクス
コルネリウス・フスクス（Cornelius Fuscus、? - 86年）は、フラウィウス朝のローマ帝国の軍人。ウェスパシアヌス帝の代からフラウィウス家に仕えていたとされるが、史書にその時期のフスクスの活躍振りを伝える内容は無い。なお、ドミティアヌス帝在位中の81年から親衛隊長官に就任。
86年、ローマ属州モエシアへ頻繁に侵入を繰返すダキア族討伐の為、フスクスはドミティアヌスより指揮官に任命され、軍を率いてダキアへ向かうも、デケバルス率いるダキア軍の前にタパエで大敗を喫し、フスクスは殺害された。